# تاوبربيشوفسهايم
تاوبربيشوفزهايم (بالألمانية: Tauberbischofsheim) هي بلدة ألمانية ومدينة تقع في ألمانيا في Main-Tauber-Kreis. يقدر عدد سكانها بـ 13,260 نسمة .

## أعلام
- رينولد بير
- إميل بيك
- ماتياس بير
- فرانك بيك
- هارالد هاين
- سابين بيشوف
- رولاند جيربر